# 심즈 2: 못말리는 캠퍼스
《심즈 2: 못말리는 캠퍼스》(The Sims 2: University)는 맥시스가 개발하고 일렉트로닉 아츠가 배급한 전략 생활 시뮬레이션 컴퓨터 게임 심즈 2용 최초의 확장팩이다. 2005년 3월 1일 출시되었다. 이 확장팩은 영 어덜트(Young Adult)라는 새로운 나이대를 추가한다. 이 나이대에 도달하면 대학교에 가서 학위를 받을 수 있고 이로써 4년제에 맞는 직장을 구할 수 있게 된다.

## 배경 및 개발
2004년, 일렉트로닉 아츠는 2005년 3월에 새로운 확장팩을 출시할 계획이라고 발표하였다.
《심즈 2: 못말리는 캠퍼스》는 11월 중순에 첫 발표되었다. 이 대학교 테마의 확장팩은 심즈용으로 논의되었으나 기술이 이를 지원하지 못했다. 흥미로운 개발적 문제는 기숙사를 렌더링할 때 발생하였다. 맥시스는 화면에 한 번에 충분한 수의 심즈를 갖지 않고도 붐비는 기숙사의 느낌을 주고 싶었다. 이 문제를 해결하기 위해 개인 방에 들어갈 때 NPC가 사라지도록 시스템을 설정하여야 했다. 즉, 이 엔진은 학생들을 렌더링할 필요가 없었다는 의미이다.

## 평가
| 평가 |        |
| --- | ------ |
| 통합 점수 통합사 점수 메타크리틱 81% [ 3 ] 평론 점수 평론사 점수 게임스팟 8/10 [ 4 ] 게임존 8.6/10 [ 5 ] IGN 8/10 [ 6 ] |        |
| 통합 점수 |        |
| 통합사 | 점수   |
| 메타크리틱 | 81%    |
| 평론 점수 |        |
| 평론사 | 점수   |
| 게임스팟 | 8/10   |
| 게임존 | 8.6/10 |
| IGN | 8/10   |